# Lüptitz
Lüptitz ist ein Gemeindeteil der Gemeinde Lossatal im Landkreis Leipzig in Sachsen. Der Ort liegt nordöstlich der Kernstadt Wurzen an der Staatsstraße S 20. Westlich vom Ort erstreckt sich das 160 ha große Naturschutzgebiet Am Spitzberg.

## Geschichte
Am 1. Januar 2012 wurde Lüptitz nach Lossatal eingemeindet. Vor der Eingemeindung nach Lossatal gehörte es seit dem 15. Februar 1993 zur Gemeinde Hohburg.

## Kulturdenkmale
In der Liste der Kulturdenkmale in Lossatal sind für Lüptitz fünf Kulturdenkmale aufgeführt:
- Eisenbahnbrücke an der Eisenbahnstrecke Wurzen–Eilenburg (neben Alte Hohburger Straße 6)
- Eisenbahnbrücke an der Eisenbahnstrecke Wurzen–Eilenburg (neben Goethestraße 8)
- Dorfkirche Lüptitz (Thomas-Müntzer-Ring)
- Wohnhaus eines Bauernhofes (Thomas-Müntzer-Ring 15)
- Häusleranwesen, bestehend aus Wohnhaus und Scheune (Wurzener Straße 14)

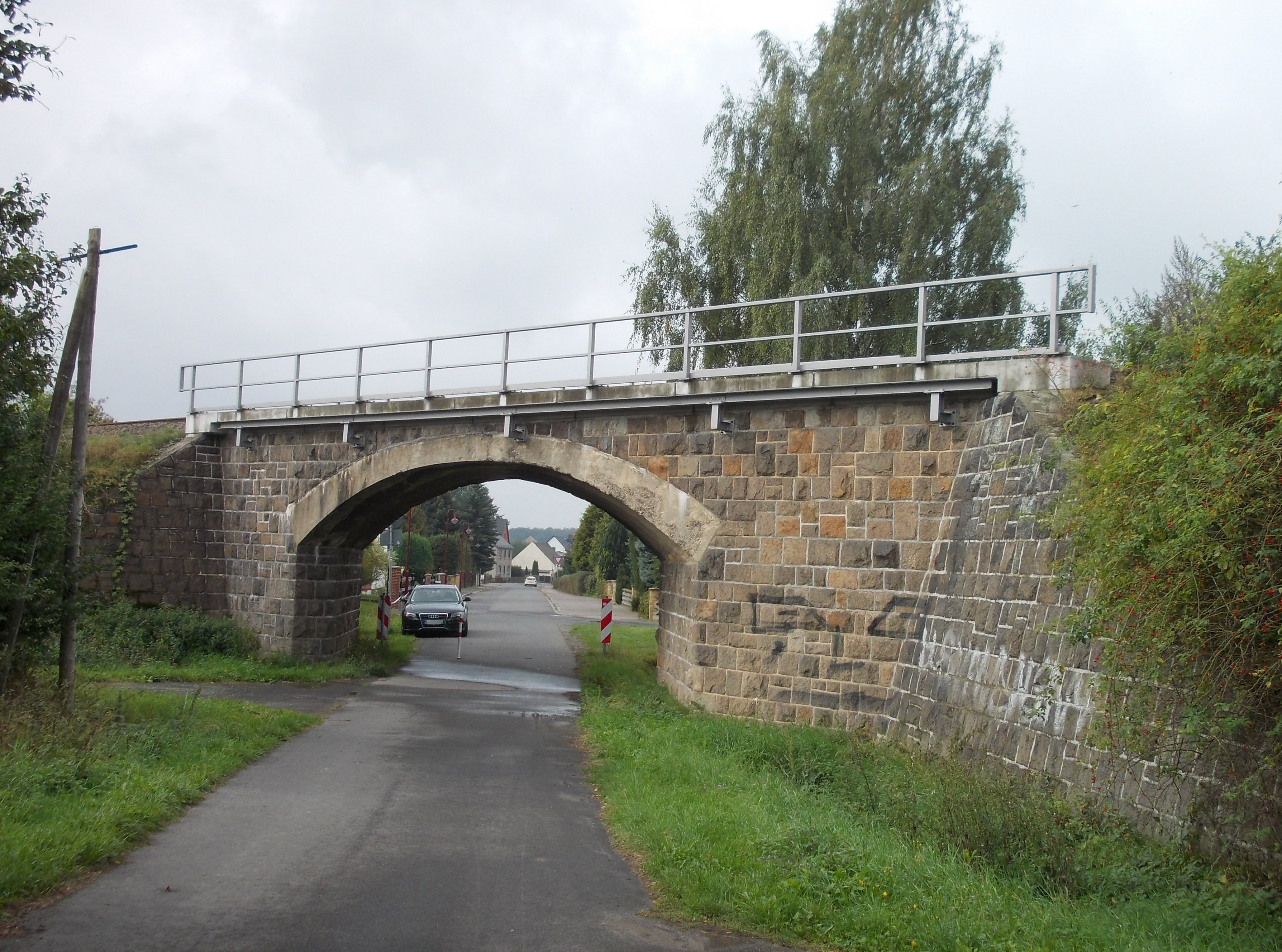
Eisenbahnbrücke über die Alte Hohburger Straße (2013)
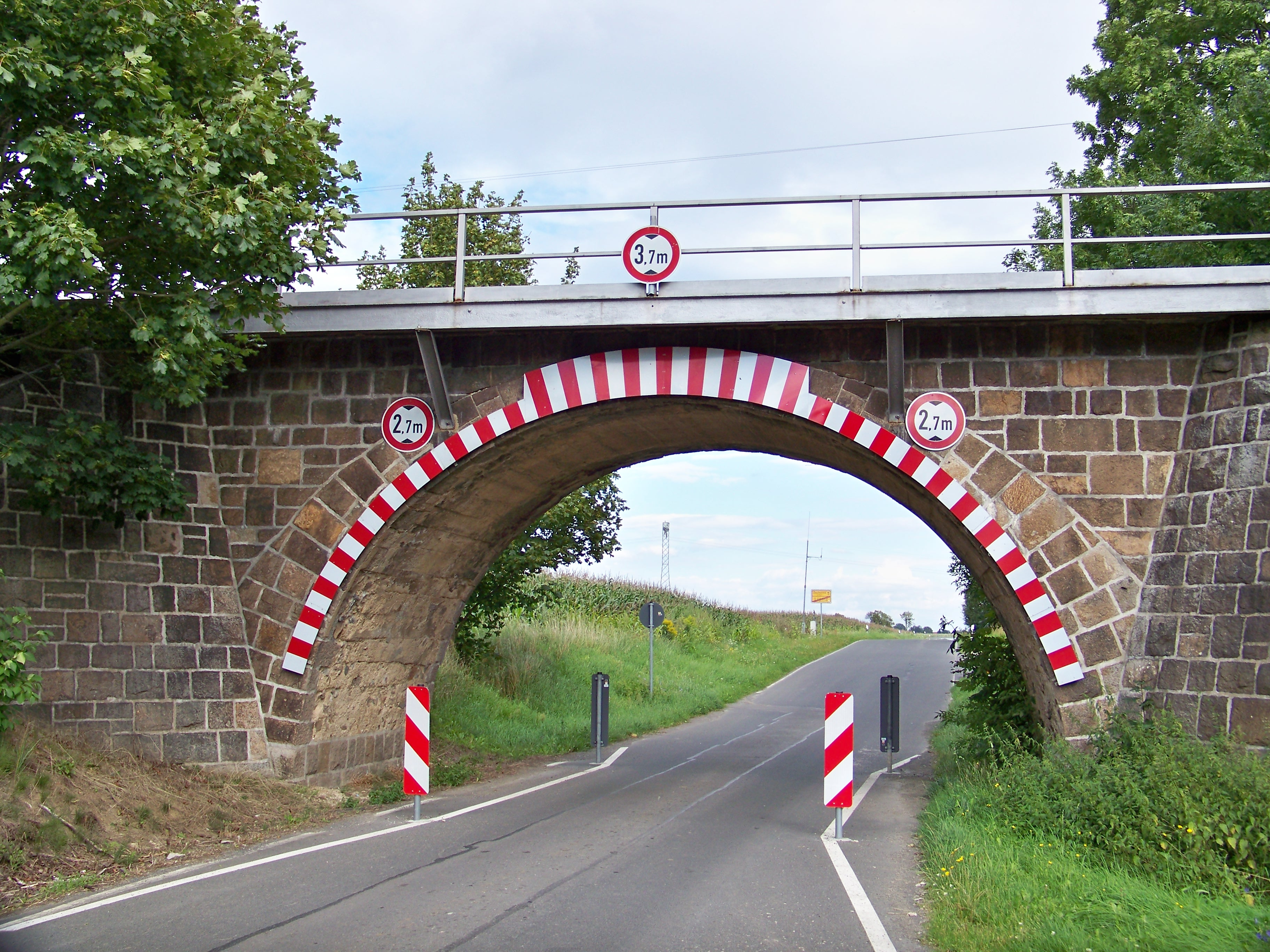
Eisenbahnbrücke über die Goethestraße (2011)